# Rio Ialomița
O Rio Ialomiţa (romeno: râul Ialomiţa) é um rio do sul da Romênia com 417 km de extensão. Nasce nos Montes Bucegi, nos Cárpatos, e deságua no rio Danúbio.